# Hinthamerbolwerk
Het Hinthamerbolwerk of Bastion Hintham was een bastion van de vestingwerken rondom de binnenstad van 's-Hertogenbosch.
Bastion Hintham werd in 1618 gebouwd tijdens het Twaalfjarig Bestand, een wapenstilstand tijdens de Tachtigjarige Oorlog. Het bastion werd gebouwd bij de Hinthamer Poort, tezamen met het Muntelbolwerk. Het Hinthamerbolwerk lag ten oosten van de poort en lag bij aan de omwalling die rond 1540 werd gebouwd.
Samen met het Muntelbolwerk was dit bolwerk een sterke verdediging. Ernst Casimir lukte het niet om hier een bres te slaan bij het Beleg van 's-Hertogenbosch in 1629. Ook lukte het de Fransen in 1794 niet om vanuit hier de stad binnen te dringen.
Tegenwoordig herinnert er niets aan het Hinthamerbolwerk. Alleen de naam komt terug en is de straat waar tegenwoordig de Watertoren staat.